# The Desert Sessions: Volumes 1 & 2
The Desert Sessions: Volumes 1 & 2 is het eerste album van The Desert Sessions. Het kwam uit in 1998 en is opgenomen in de studio Rancho de la Luna. De originele vinylplaat bevatte zeven nummers. De bonusnummers zijn later toegevoegd op de cd.
Het verschil met andere opnames is dat dit album is opgenomen met de band van Josh Homme, The Acquitted Felons, die drie dagen speelde onder invloed van paddo's.
Volume 1: Instrumental Driving Music for Felons
Volume 2: Status: Ships Commander Butchered

## Tracklist
| nr. | titel                               | duur |
| --- | ----------------------------------- | ---- |
| 1   | Preaching (bonus)                   | 0:44 |
| 2   | Girl Boy Tom (bonus)                | 4:25 |
| 3   | Monkey in the Middle                | 2:47 |
| 4   | Girl Boy Tom                        | 2:52 |
| 5   | Cowards Way Out                     | 5:36 |
| 6   | Robotic Lunch (alternatieve versie) | 5:22 |
| 7   | Johnny the Boy                      | 4:32 |
| 8   | Screamin' Eagle                     | 3:36 |
| 9   | Cake (Who Shit on the?)             | 9:03 |
| 10  | Man's Ruin Preach (bonus)           | 0:50 |

- De twee nummers "Girl Boy Tom" zijn gedeeltes van één nummer. Het nummer "Monkey in the Middle" is een nummer tussen de twee gedeeltes van "Girl Boy Tom".

## Sessiemuzikanten
- Josh Homme: zang, gitaar, keyboard, basgitaar en percussie
- John McBain: gitaar, keyboard
- Fred Drake: gitaar, keyboard, drum en percussie
- Dave Catching: gitaar, basgitaar, synthesizer en percussie
- Ben Shepherd: Bass, Guitar
- Brant Bjork: drum, percussie
- Alfredo Hernández: drum, percussie
- Pete Stahl: zang